# Sagarmatha (Zone)

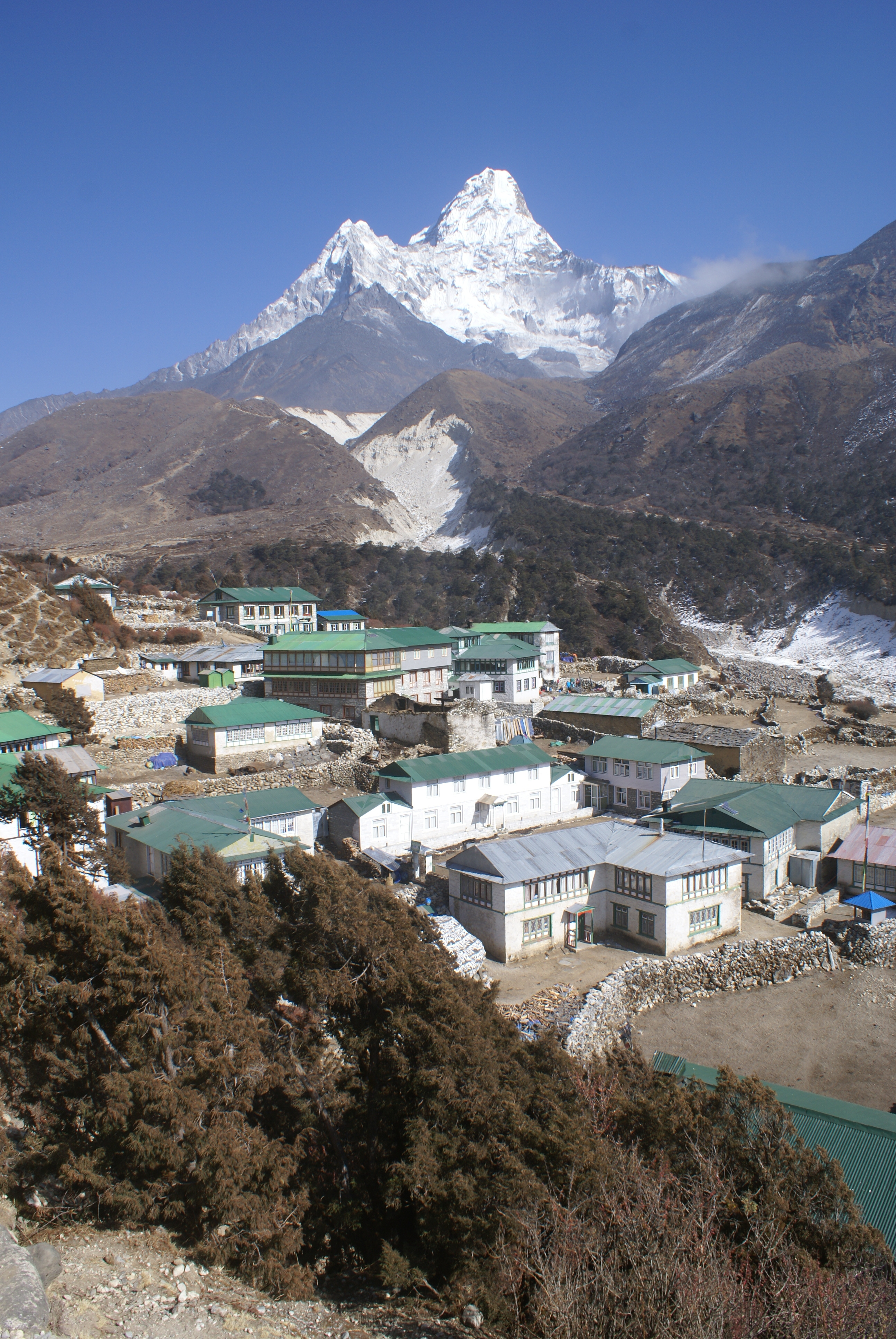
Pangboche

Sagarmatha (Nepali सगरमाथा अञ्चल Sagarmatha Anchal) war eine der 14 ehemaligen Verwaltungszone in Nepal.
Sie war nach der Nepali-Bezeichnung für die höchste Erhebung, Mount Everest, benannt und lag in der damaligen Entwicklungsregion Ost im Osten Nepals. Die Verwaltungszone erstreckte sich von der indischen bis zur chinesischen Grenze. Verwaltungssitz war Rajbiraj.
Sagarmatha war in sechs Distrikte untergliedert:
- Khotang
- Okhaldhunga
- Saptari
- Siraha
- Solukhumbu
- Udayapur

Durch die Verfassung vom 20. September 2015 und die daraus resultierende Neugliederung Nepals in Provinzen wurden die Distrikte diese Zone aufgeteilt und den neugeschaffenen Provinzen Koshi (Distrikte Khotang, Okhaldhunga, Solukhumbu und Udayapur) und Madhesh (Distrikte Siraha und Saptari) zugeordnet.